# Бермерсгайм-фор-дер-Гее
Бермерсгайм-фор-дер-Гее (нім. Bermersheim vor der Höhe) — громада в Німеччині, розташована в землі Рейнланд-Пфальц. Входить до складу району Альцай-Вормс. Складова частина об'єднання громад Альцай-Ланд.
Площа — 2,87 км2. Населення становить 390 ос. (станом на 31 грудня 2020).